# دلفین بنیتز کاسرس
 دلفین بنیتز کاسرس (اسپانیایی: Delfín Benítez Cáceres‎؛ ۲۴ سپتامبر ۱۹۱۰ – ۸ ژانویهٔ ۲۰۰۴) یک بازیکن فوتبال اهل آرژانتین بود.

## تیم ملی
وی همچنین در تیم ملی فوتبال پاراگوئه و تیم ملی فوتبال آرژانتین بازی کرده است.